# A dead sinking story
A dead sinking story es uno de los álbumes de la banda japonesa de screamo, Envy. Este álbum fue lanzado el 18 de agosto de 2003, bajo el sello discográfico Level Plane.

## Canciones
1. Chain Wandering Deeply – 8:28
2. Distress of Ignorance – 5:54
3. Evidence – 3:16
4. Color of Fetters – 7:19
5. Unrepairable Gentleness – 8:10
6. Go Mad and Mark – 6:35
7. A Conviction that Speeds – 5:27
8. Reasons and Oblivion – 5:05
9. A Will Remains in the Ashes – 12:44

## Créditos
- Dairoku Seki - batería
- Tetsuya Fukagawa - voz y secuenciador
- Nobukata Kawai - guitarra
- Masahiro Tobita - guitarra
- Manabu Nakagawa - bajo
- Daichi Takasugi - guitarra
- Takashi Kitaguchi - ingeniería
- Tatsuya Kase - masterización

- Datos: Q1992240